# Fernando Colina Pérez
Fernando Colina Pérez (n. Valladolid, 1947) es un psiquiatra e investigador en este campo profesional, aunque asimismo es conocido como ensayista.

## Trayectoria
Colina estudió medicina en Valladolid, y ha trabajado casi toda su vida en esta ciudad, tras especializarse en salud mental. Fue director del Hospital psiquiátrico Dr. Villacián (Valladolid), hasta el cierre de esta institución, en que comenzó a dirigir el área de psiquiatría del Hospital Universitario Rio Hortega de dicha capital (dedicado a Pío del Río Hortega). En verano de 2017 se jubiló, pasando a ser un colaborador y referente académico de la institución, donde asimismo ayuda al joven colectivo llamado La Revolución Delirante. 
Hoy, y desde julio de 2018, es psiquiatra emérito en el citado Hospital Universitario Rio Hortega. Su docencia prosigue básicamente en Barcelona, Madrid, Zaragoza y Málaga.
Ha estado unido, a lo largo de su carrera, a la Asociación Española de Neuropsiquiatría, y durante una década fue su Director de publicaciones. Ha dirigido, con el historiador de la ciencia y editor Mauricio Jalón, la prestigiosa colección "Historia" de la AEN, tal como figuran en los créditos de todos los libros de ella. Allí se han traducido las melancolías de Robert Burton, Jacques Ferrand, André du Laurens y Timothy Bright por vez primera, y se han publicado obras de Marsilio Ficino, Girolamo Cardano (El libro de los sueños), Joubert, Esquirol, Daquin y Schreber así como a Edgard Zilsel (El genio. Génesis de un concepto), José Luis Peset (Las melancolías de Sancho) o Gladys Swain (Diálogo con el insensato).
En De locos, dioses, deseos y costumbres (2007) recogió parte selecta de la columna semanal que publica en el diario El Norte de Castilla. 
Es autor de trabajos de inspiración psiquiátrica como Cinismo, discreción y desconfianza (1991), Escritos psicóticos (1996) y una síntesis muy personal: El saber delirante (2001). Asimismo lo es el libro más ensayístico Deseo sobre deseo (2006), publicado por cuatro.ediciones. 
En 2011, apareció Melancolía y paranoia, donde volvía al territorio psiquiátrico con un volumen de escritura intensa y una vez más profunda. 
Sobre la locura, de 2013, desborda de nuevo, en parte, su campo. Pues con ese territorio se ve atravesado por ciertas ideas acerca del “arte de no intervenir” durante un cuidado mental que respete el “derecho a estar loco”. De modo que Colina, apelando a fuentes de muy diversos tipos, aborda asuntos como el secreto, la mentira, la amenaza, la violencia además de temáticas como el lenguaje pulverizado, las palabras que rellenan los vacíos, el vértigo compensador de la escritura o las voces que aparecen en una cabeza enloquecida.
Sus últimos libros son:  Manual de Psicopatología, de 2018, con Laura Martín; y 
Foucaultiana, aparecido en 2019.

## Obra
- Cinismo, discreción y desconfianza, Junta de Castilla y León-Consejería de Cultura, 1991, ISBN 978-84-7846-090-8
- VV. AA., El delirio en la clínica francesa, Distribuciones Oficiales Reunidas, 1994, con textos de Ballet, Gilbert y otros, ISBN 978-84-87712-07-4
- En colaboración con Mauricio Jalón: Pasado y presente: diálogos, cuatro.ediciones, 1996, ISBN 978-84-921649-1-2
- Escritos psicóticos, Distribuciones Oficiales Reunidas, 1996, ISBN 978-84-87712-14-2
- En colaboración con Mauricio Jalón, Los tiempos del presente, diálogos, cuatro.ediciones, 2001, ISBN 978-84-931403-0-4
- El saber delirante, Síntesis, 2010, or. 2001. ISBN 978-84-9756-871-5
- Deseo sobre deseo, cuatro.ediciones, 2006 y 2015 ISBN 978-84-934176-2-8. Reeditado por Enclave de libros, 2022.
- De locos, dioses, deseos y costumbres: crónica del manicomio, El Pasaje de las Letras, 2007.
- En colaboración con Mauricio Jalón: Reales e imaginarios, diálogos, cuatro.ediciones, 2010, ISBN 978-84-933199-5-3.
- Melancolía y paranoia, Síntesis, 2011, ISBN 978-84-975674-0-4.
- Manual de Psicopatología, AEN, 2018, con Laura Martín
- Foucaultiana, La Revolución Delirante, 2019
- Sobre la locura, Enclave de libros, 2020 (or. cuatro.ediciones). ISBN 978-84-122182-0-6[1]
- La razón de la sinrazón. Capitalismo, subjetividad, violencia, Enclave de libros, 2021. ISBN 978-84-122182-5-1
- La belleza de los locos, Eolas, 2023. ISBN 978-84-19453-57-0